# Södertälje Basketbollklubb (femminile)
La sezione femminile del Södertälje Basketbollklubb (o SBBK) è una società svedese di pallacanestro con sede a Södertälje.

## Storia
La società è stata fondata nel 1968.
Ha partecipato a due edizioni di Coppa dei Campioni e a due edizioni di Coppa Ronchetti.
Ha vinto tredici campionati svedesi, di cui nove consecutivi dal 1977 al 1985.

## Palmarès
- Campionato svedese femminile: 13

1977, 1978, 1979, 1980, 1981, 1982, 1983, 1984, 1985, 1997, 2011, 2012, 2024